# 覗橋 (上山市)
覗橋（のぞきばし）は、山形県上山市にある最上川水系須川支流、金山川に架かる橋。明治時代初期の石造アーチ橋の遺構として貴重なことから、1976年7月、上山市指定有形文化財に指定された。2009年には「山形の石橋群」として社団法人土木学会の土木学会選奨土木遺産にも認定されている。

## 概要
眼鏡橋の作りで、眼鏡橋が通称にもなっている。上山市の楢下宿に存在し、1882年に竣工。大門石という凝灰岩が使われた石橋である。
覗橋の上流には新橋という橋が存在し、こちらも覗橋と同じく石造のアーチ橋の作りである。新橋は1880年8月に竣工。当時の山形県令・三島通庸が架橋に関わり、三島の発案で西洋の土木技術が取り入れられた。当時の金山川は洪水が多く、何度も木製の橋が流されたため、三島は石造の橋を建設するように命じた。工事費用は当時の額で1000円掛かったが県の補助金は300円で、残りの700円は住民達が借り入れし、通行料で賄ったという。
新橋完成の2年後には覗橋も石造で架け替えられた。三島はこの時山形県令の職を解かれて福島県令となっていたが、こちらも新橋と同じく西洋の土木技術が取り入れられており、三島が関係したのではないかと推測される。覗橋の架橋の費用は、全額が地元の負担だった。

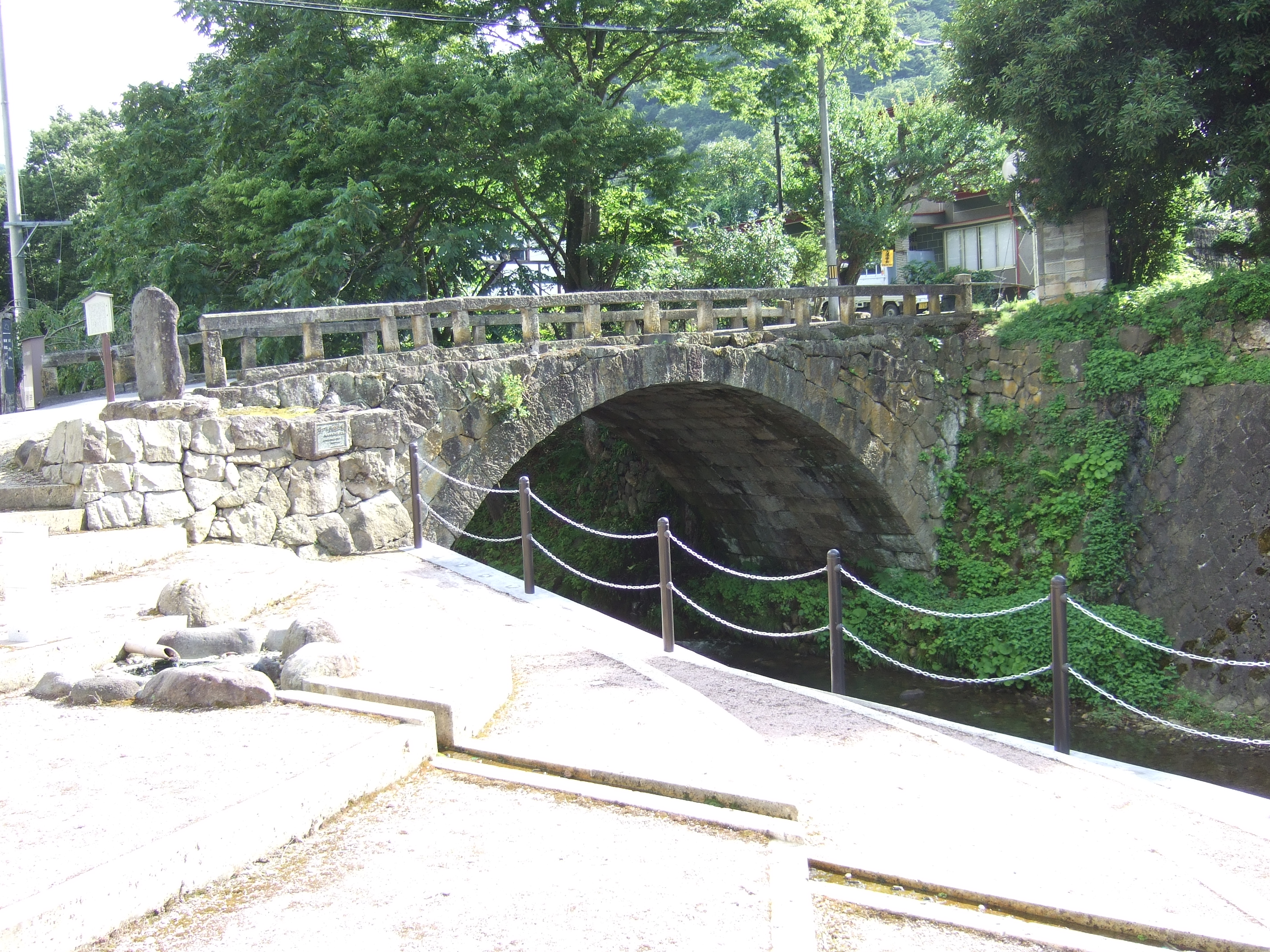
新橋